# Marcello La Greca
Marcello La Greca (Il Cairo, 8 dicembre 1914 – Catania, 10 febbraio 2001) è stato un entomologo italiano.

## Biografia
Nato al Cairo da genitori italiani, rientra in Italia all'età di 18 anni per iscriversi alla facoltà di Scienze Naturali dell'Università di Napoli, ove consegue la laurea nel 1938.
Si specializza in seguito nello studio degli insetti Ortotteri e Mantoidei, con particolare attenzione ai mantoidei africani.
Nel 1940 viene chiamato alle armi come ufficiale di artiglieria e nel settembre 1943, in seguito all'armistizio, avendo rifiutato di prestare servizio nell'esercito repubblichino, viene imprigionato e internato dapprima nella fortezza di Leopoli e successivamente ad Amburgo. Durante questo periodo stringe amicizia con lo zoologo italiano Sandro Ruffo, compagno di prigionia. Nell'inverno del 1945 contrae la tubercolosi. Nel maggio del 1945 Amburgo viene liberata dagli inglesi e nell'agosto successivo La Greca ritorna finalmente in Italia, profondamente segnato dall'esperienza vissuta.
Alla fine del 1945 ritorna a Napoli, presso la cattedra di anatomia comparata allora diretta da Mario Salfi. Nel 1949 si trasferisce all'Istituto di zoologia, prendendo il posto del suo maestro Umberto Pierantoni. Nel 1952 viene nominato accademico straordinario dell'Accademia nazionale di entomologia. Nel 1954 è fra i promotori della creazione del Gruppo Italiano Biogeografi.
Nel 1959 vince il concorso a cattedra presso l'Università di Catania, dove resterà fino alla fine della sua carriera. Nel 1968 diviene presidente dell'Unione zoologica italiana.

## Divulgazione scientifica
Negli anni settanta affianca l'attività di ricerca con quella di divulgazione scientifica - compilando numerose voci di zoologia per l'Enciclopedia De Agostini, l'Enciclopedia della Natura e l'Enciclopedia degli animali della Mondadori - e con l'impegno ambientalista, rivolto in particolare alla tutela del territorio dell'istituendo Parco dell'Etna.
Nel corso della sua carriera ha descritto 108 nuovi taxa europei e africani tra cui Rivetinula, Rivetina baetica tenuidentata,  Ephippiger apulus italicus, Bolivarius brevicollis trinacriae, Uromenus riggioi, Troglophilus andreinii hydruntinus, Italopodisma acuminata marsicana,  Italopodisma samnitica, Italopodisma trapezoidalis aprutiana, Italopodisma trapezoidalis curvula, Sphodromantis baccettii, Tropidopola graeca transjonica, Dociostaurus minutus, Dirshius lopadusae.
La sua ricca collezione di mantoidei e di ortotteri è custodita dal Museo Civico di Storia Naturale di Milano.

## Riconoscimenti

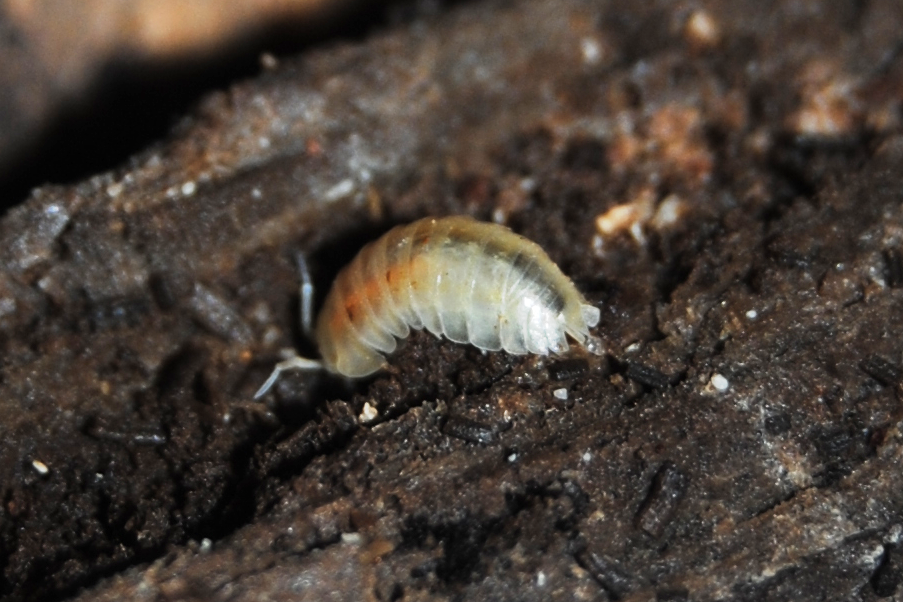
Armadillidium lagrecai, isopode dedicato alla memoria di Marcello La Greca.

Al suo nome sono state dedicate numerose specie tra cui il raro Armadillidium lagrecai, endemico della Riserva Naturale Integrata "Grotta Monello", la Pseudoyersinia lagrecai e lo Sphodromantis lagrecai.
A lui sono attualmente intestati il Dipartimento di Biologia animale dell'Università di Catania e l'associazione Stelle e Ambiente.

## Alcune opere
- Riduzione e scomparsa delle ali negli Insetti Pterigoti, 1954.
- Zoologia degli Invertebrati, UTET, 1977.
- Origine ed evoluzione dell'articolazione degli Insetti Pterigoti, 1982.
- Zoologia generale, Zanichelli, 1993.